# Becklespinax
Becklespinax és un gènere representat per una sola espècie de dinosaures teròpodes al·losauroïdeu que vivío al començament del període Cretaci, fa 130 milions d'anys en el Barremiano d'Europa. Basat en un espècimen tipus de tres vèrtebres amb altes espines trobades en 1884 en Sussex, Anglaterra pel caçador de fòssils Samuel H. Beckles. S'estima que va haver de mesurar prop de 8 metres de llarg i un pes d'1,5 tones.
La seva classificació ha estat difícil assignar-la. Les vèrtebres foren originalment assumides com un enllaç amb algunes dents de terópodo i el resultat va nomenar Altispinax dunkeri, una espècie de la superfamilia Megalosauroidea. Després aquest enllaç es va mostrar injustificat, i es va identificar que les vèrtebres pertanyien a una nova espècie d'acrocantosaure, A. altispinax. Però en 1991 va ser reasignada a un nou gènere de sinraptòrid, Becklespinax per George Olshevsky, en honor de la seva descobridor S. H. Beckles i l'espècie tipus B. altispinax.